# 모하마드 알리 포루기
모하마드 알리 포루기 조카-올-몰크(1877년~1942년, Mohammad Ali Foroughi Zoka-ol-Molk, 페르시아어: محمدعلی فروغی ذكاءالملک)는 이란의 교사, 외교관, 작가, 정치인이다.
상인 가문에서 태어나 1907년에 부친의 칭호인 '조카-올-몰크'를 이어받고, 1909년에 테헤란을 대표하는 의회(Majlis) 의원이 되었다. 1912년 대법원장이 되었고, 세 차례에 걸쳐 이란 제국의 총리를 지냈다.
두 번째 임기를 지내던 1935년, 그의 사돈이던 무하다드 발리 아사디(Muhammad Vali Asadi)가 마슈하드에서 일어난 반황제 폭동에 참여하였다는 혐의 때문에 사임하였다. 그러나 이후 포루기는 다시 총리를 지냈고, 그의 세 번째 임기 때에 모하마드 레자 팔라비가 즉위하였다. 미국 주재 대사로 지명되었으나, 취임하기 전에 65세를 일기로 사망했다.